# Beroë
Beroë (łac. Diœcesis Beroënsis) – stolica historycznej archidiecezji w Cesarstwie Rzymskim (prowincja Tracja), współcześnie w Bułgarii. Pierwszym wzmiankowanym biskupem jest Karp (I w.). W latach 1735–1740 jej tytularnym arcybiskupem był Felix Samuel Rodotà. W 1929 formalnie ustanowiona katolickim arcybiskupstwem tytularnym, od 2000 nie jest obsadzona.

## Arcybiskupi tytularni (od 1929)
| Lp. | Biskup                        | Od               | Do                   |
| --- | ----------------------------- | ---------------- | -------------------- |
| 1   | José Miralles y Sbert         | 13 marca 1930    | 23 grudnia 1947      |
| 2   | Pio Leonardo Navarra OFMConv. | 2 lutego 1951    | 29 stycznia 1954     |
| 3   | Konstantyn Bohaczewski        | 5 kwietnia 1954  | 10 lipca 1958        |
| 4   | Victor Sartre SJ              | 12 stycznia 1960 | 13 października 2000 |